# Голодрига, Павел Яковлевич
Павел Яковлевич Голодрига (первоначально Голодрыга; 5 мая 1920, Сутиски, Подольская губерния — 19 декабря 1986, Ялта, Крымская область) — советский учёный в области селекции, генетики и физиологии винограда. Доктор биологических наук (1968), профессор (1968).

## Биография
Член ВКП(б). Участник Великой Отечественной войны (В РККА — с августа 1941 года. Призван Краснодарским РВК.). Воевал на 1-м и 2-м Украинских фронтах, на 2-м Прибалтийском, на 2-м Белорусском фронтах. На фронте — с ноября 1943 года. Награждён 2 орденами Красной Звезды, орденом Богдана Хмельницкого 3-й степени. Лейтенант, позднее — капитан. Начальник связи 999-го самоходного артиллерийского Краснознаменного Двинского полка РГК.
В 1950 году недавний капитан, начальник связи самоходного артиллерийского полка П. Я. Голодрига завершает начатое ещё в 1940 году высшее образование в Краснодаре, в Кубанском сельскохозяйственном институте, откуда направляется во Всесоюзный научно-исследовательский институт виноделия и виноградарства «Магарач» в Ялте, которому отдал почти 40 лет своей жизни.
В 1950—1960-х годах находился на научно-исследовательской работе в Крыму по селекции новых сортов винограда. В 1968—1977 годах был директором и заведующий отделом селекции винограда ВНИИ виноградарства и виноделия «Магарач».Награждён орденом Трудового Красного Знамени, орденом «Знак Почёта».
Работы Павла Голодриги в основном посвящёны селекции винограда, научным методам совершенствования селекционного процесса. Он создал более 20 новых сортов винограда, 8 из которых до сих пор широко внедряются в производство в различных регионах бывшего СССР. Среди них широко известные сорта «Аврора Магарача», «Данко», «Ранний Магарача», «Рубиновый Магарача» и другие. Разработал уникальные экспресс-методы диагностики генотипической специфичности растений.
Автор более 250 научных работ, опубликованных в СССР и во Франции.
Запатентовал 23 авторских свидетельства на изобретения. Был председателем Проблемно-методической комиссии ВАСХНИЛ по совершенствованию сортимента винограда. Он неоднократно выступал с докладами на международных симпозиумах. Из 250 его научных работ многие опубликованы в Германии, Китае, Франции, Италии. Он был избран почётным членом Югославского виноградо-винодельческого научного общества, почётным профессором Будапештского университета садоводства, посмертно стал Лауреатом украинской премии имени Л. П. Симиренко.
В 1985 году награждён орденом Отечественной войны 2-й степени.
Покончил жизнь самоубийством через повешение 19 декабря 1986 года в Ялте в возрасте 66 лет. Версий о мотивах самоубийства было несколько. В частности, по одной из них, учёный не смог перенести уничтожения знаменитых крымских виноградников во время проходившей тогда антиалкогольной кампании.

## Научные труды
- Голодрига П. Я. О подборе сортов-опылителей винограда // Агробиология. — 1953. — N 5. — С. 105—110.
- Голодрига П. Я. Гибридизация между сортами отдалённых эколого-географических групп винограда // Отдалённая гибридизация растений и животных. — М., 1960. — С. 89-105.
- Голодрига П. Я. Определение пола растений винограда по некоторым биохимическим показателям // Агробиология. — 1960. — N 3. — С. 402—405.
- Голодрига П. Я. и др. Диагностика биологических признаков и разработка объективных показателей для оценки при отборе сеянцев винограда // Виноградарство и виноделие. Тр. / ВНИИВиВ «Магарач». — М.: Пищ. пром-сть, 1967. — Т. 16. — С. 191—204.
- Голодрига П. Я., Зеленин И. Л. Изменчивость биологических признаков культурного винограда Vitis vinifera L. в зависимости от географических зон выращивания //

Бюлл. гл. ботанич. сада / АН СССР. — М.: Наука, 1967. — Вып. 67. — С. 19-25.
- Голодрига П. Я., Киреева Л. К. Диагностика морозоустойчивости растений (винограда) // Международный сельскохозяйственный журнал. — 1967. — N 2. — С. 87-90.
- Голодрига П. Я., Киреева Л. К. Методика диагностики морозоустойчивости индикаторных сортов и сеянцев винограда // Сб. методик по физиолого-биохимическим исследованиям в виноградарстве / ВНИИВиВ «Магарач». — 1967. — С. 61-71.
- Голодрига П. Я. Диагностика морозоустойчивости при генетических исследованиях растений // Цитология и генетика. — 1968. . — N 4. — С. 329—337.
- Голодрига П. Я., Драновский В. А. Про деякi хозяіственно-ціннi признаки у сіянців при міжвидових скрещуваннях винограду // Вісник сільскогосподарськоi науки.-1969. — N 5. — С. 79-84.
- Голодрига П. Я., Зеленин И. Л., Катарьян Т. Г. Улучшение сортимента виноградных насаждений. — Симферополь: Крым, 1969. — 176 с.
- Голодрига П. Я. и др. Гетерозис винограду // Вісник сільскогосподарськоi науки.-1970. — N 8. — С. 69-74.
- Голодрига П. Я., Коробец П. В., Топалэ С. Г. Спонтанные тетраплоидные мутанты винограда // Цитология и генетика. — 1970. . — N 1. — С. 24-29.
- Голодрига П. Я. и др. Совершенствование сортимента виноградных насаждений // Вопросы виноградарства и виноделия. — Симферополь: Таврида, 1971. — С. 17-20.
- Голодрига П. Я. Совершенствование сортимента и методов селекции винограда // Сельскохозяйственная биология. — 1972. . — N 5. — С. 643—652.
- Голодрига П. Я. и др. Виноградарство на новом уровне. — Симферополь: Таврия, 1975. — 180 с.
- Голодрига П. Я. Некоторые итоги и очередные задачи в области производства и улучшения качества виноградо-винодельческой продукции // Вопросы биохимии виногр. и вина / АН СССР; Ин-т биохимии им. А. Н. Баха; ВНИИВиВ «Магарач». — М.: Пищ. пром-сть, 1975. — С. 23-33.
- Голодрига П. Я. Физиолого-биохимические показатели — основа диагностики генотипической специфичности растений // Там же. — С. 154—167.
- Голодрига П. Я., Трошин Л. П., Фролова Л. И. Генетика альтернативных признаков винограда // Тр. по прикл. ботанике, генетике и селекции. — 1975. — Т. 54. — Вып. 2. — С. 112—123.
- Голодрига П. Я. Роль сорта в интенсификации виноградарства // Виноделие и виноградарство СССР. — 1977. — N 3. — С. 35-40.
- Голодрига П. Я. Селекция винограда // Виноделие и виноградарство СССР. — 1977. — N 6. — С. 48-51.
- Голодрига П. Я. Создание комплексно-устойчивых сортов винограда к неблагоприятному влиянию биотических и абиотических условий среды // Сельскохозяйственная биология. — 1977. — N 6. — С. 812—827.
- Голодрига П. Я., Усатов В. Т., Недов П. Н. Комплексный инфекционный фон — действенный метод ускорения селекционного процесса // Виноделие и виноградарство СССР. — 1977. — N 6. — С. 35-37.
- Голодрига П. Я. Теория, практика и очередные задачи по созданию комплексно устойчивых высококачественных сортов винограда // *Генетика и селекция винограда на иммунитет / Тр. Всес. симп. (Ялта, сент. 1977). — К.: Наукова думка, 1978. — С. 13-35.
- Голодрига П. Я. Улучшение сортимента и совершенствование методов селекции винограда // Достижения науки и техники в виноградарстве и виноделии. Тр. / ВНИИВиВ «Магарач». — М.: Пищ. пром-сть, 1978. — Т. 19. — С. 38-50.
- Голодрига П. Я., Трошин Л. П. Биолого-техническая программа создания комплексно-устойчивых высокопродуктивных сортов винограда // *Генетика и селекция винограда на иммунитет / АН УССР; УОГиС им. Н. И. Вавилова; ВАСХНИЛ; ВНИИВиВ «Магарач». — К.: Наук. думка, 1978. — С. 259—264.
- Голодрига П. Я., Суятинов И. А., Трошин Л. П. Сорт — основа интенсификации виноградарства // Садоводство. — 1981. — N 4-5. — С. 21-22.
- Голодрига П. Я. и др. Итоги и очередные задачи по выведению иммунных сортов винограда для корнесобственной культуры // Теория и практика сохранения корнесобственной культуры винограда в зоне распространения филлоксеры. — Новочеркасск, 1982. — С. 33-34.
- Голодрига П. Я., Рудышин С. Д., Дубовенко Н. П. Исследование биохимических тестов для диагностики генотипической специфичности винограда // Физиология и биохимия культурных растений. — 1982. — N 5. — С. 428—438.
- Голодрига П. Я. Виноград // Достижения селекции плодовых культур и винограда. — М., 1983. — С. 287—329.
- Голодрига П. Я. Сохранение генофонда винограда и пути его использования в селекционной работе // Сельскохозяйственная биология. — 1984. — N 5. — С. 26-34.
- Голодрига П. Я. и др. Методические рекомендации по клональному микроразмножению винограда / ВНИИВиПП «Магарач». — Ялта, 1986. — 56 с.
- Голодрига П. Я. Генетические основы совершенствования методов выведения устойчивых к биотическим и абиотическим факторам сортов винограда // Перспективы генетики и селекции винограда на иммунитет. — К.: Наукова думка, 1988. — С. 8-20.